# 道口烧鸡

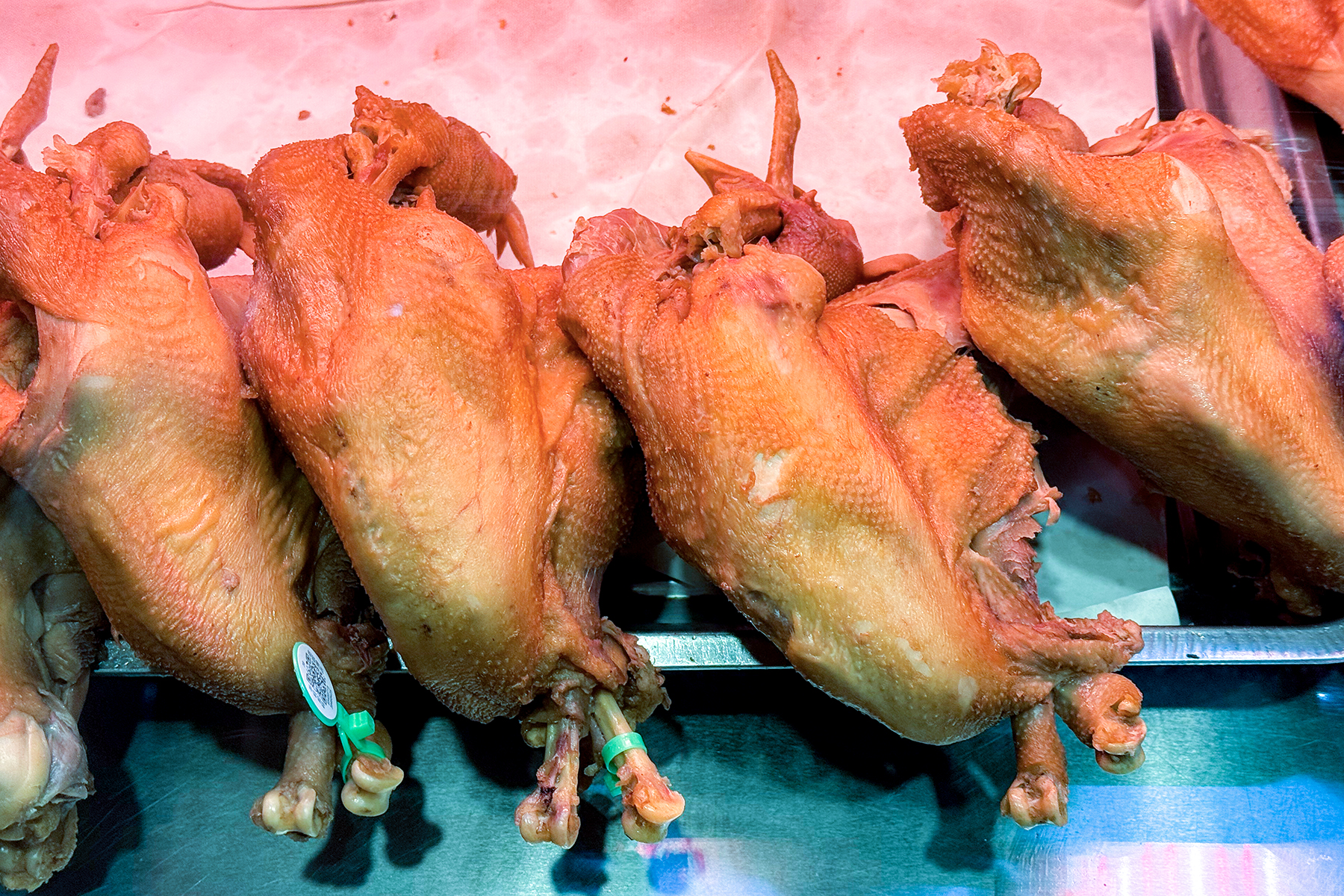
道口烧鸡

道口烧鸡，是原产中国河南北部滑县道口镇的一种烧鸡。道口烧鸡是中国特色传统名菜之一。與德州扒雞、符離集燒雞、溝幫子熏雞並成為中華四大名雞（又名四大鐵路雞），与北京烤鸭、金华火腿齐名，被誉为“天下第一鸡”。其中著名的老字号品牌有“义兴张”和“画宝刚”等。道口烧鸡是中国地理标志产品。
道口烧鸡入口酥香软烂，肥而不腻。食用不需要工具，用手轻轻一抖，骨和肉可以自行分离，凉热均可入口。

## 起源
烧鸡始于清顺治十八年（1661年）。据《滑县志》载，始创100余年，生意惨淡，到乾隆五十二年（1787年），经营者张炳路边偶遇故交清宫御厨，这位御厨传授了 “要想烧鸡香，八料加老汤”的秘技。此后，名扬海内，成为清廷贡品之一。1955年，在河南省政协会议上，张家公开了祖传三百余年的秘方。